# Rafał Grupiński
Rafał Szymon Grupiński, né le 26 septembre 1952 à Wronki, est un homme politique polonais membre de la Plate-forme civique (PO). Il est président du groupe parlementaire de la PO entre novembre 2011 et novembre 2015.

## Biographie

### Formation et vie professionnelle
Il est diplômé en philologie polonaise de l'université Adam-Mickiewicz de Poznań en 1976. Il devient alors professeur et bibliothécaire dans l'enseignement primaire et secondaire. Membre du syndicat Solidarność dès 1980, il obtient un poste de professeur à l'École supérieure publique des arts plastiques (PWSSP) à Poznań.
Il sera ensuite journaliste et éditeur.

### Engagement politique
Il adhère au Congrès libéral-démocrate (KLD) de Donald Tusk en 1991, puis il rejoint l'Union pour la liberté (UW) en 1994. Il appartient ensuite au Parti conservateur-populaire (SKL). Devenu collaborateur du groupe parlementaire de la Plate-forme civique en 2001, il intègre le parti en 2004.
Pour les élections législatives du 25 septembre 2005, il est investi tête de liste de la PO dans la circonscription de Kalisz. Il réalise alors le deuxième score du parti avec 8 168 votes préférentiels, ce qui le fait élire député à la Diète. Il est reconduit comme chef de file à Kalisz aux élections législatives anticipées du 21 octobre 2007, où il totalise 26 944 suffrages de préférence, ce qui constitue le meilleur résultat des candidats de la PO.
Le 16 novembre 2015, Rafał Grupiński est nommé secrétaire d'État à la chancellerie du président du Conseil des ministres (KPRM), à la suite de la formation du premier gouvernement de coalition du libéral Donald Tusk. Il annonce vouloir quitter ce poste le 7 octobre 2009, afin de prendre les fonctions de vice-président du groupe parlementaire de la Plate-forme civique.
Il est désigné à ce poste le 21 octobre et quitte la chancellerie cinq jours plus tard. Le 22 mai 2010 il est élu président de la fédération PO de la voïvodie de Grande-Pologne contre Waldy Dzikowski.
Le parti le désigne par la suite tête de liste dans la circonscription de Poznań en vue des élections législatives du 9 octobre 2011. Il remporte lors de ce scrutin 40 510 voix préférentielles, se classant deuxième de sa liste après Dzikowski. À l'ouverture de la législature le 8 novembre, il succède à Tomasz Tomczykiewicz comme président du groupe parlementaire.
Dans le cadre de l'élection présidentielle des 10 et 24 mai 2015, il fait partie des fondateurs du comité électoral du président de la République sortant Bronisław Komorowski, finalement défait au second tour par le député européen conservateur Andrzej Duda.
Pour les élections législatives du 25 octobre 2015, il cède la tête de liste dans la circonscription de Poznań au champion olympique de lancer de marteau Szymon Ziółkowski. Il recueille tout de même 29 122 votes préférentiels, soit 640 de moins que Ziółkowski. Remplacé le 12 novembre par Sławomir Neumann à la direction du groupe parlementaire, il est porté à la présidence de la commission parlementaire de l'Éducation, de la Science et de la Jeunesse quatre jours plus tard. À l'ouverture de la VIIIe législature, Rafał Grupiński est le seul président du groupe PO à avoir exercé cette responsabilité sur l'intégralité d'une législature, complète ou non, depuis 2001.